# Lunca Vesești
Lunca Vesești – wieś w Rumunii, w okręgu Alba, w gminie Vidra. W 2011 roku liczyła 81 mieszkańców.